# كييا سانتو
كييا سانتو (باليابانية: 仙頭 啓矢) (29 ديسمبر 1994 في أوساكا في اليابان – )؛ هو لاعب كرة قدم كان يلعب كلاعب وسط.

## وصلات خارجية
- كييا سانتو على موقع رابطة كرة القدم اليابانية للمحترفين (اليابانية)
- كييا سانتو على موقع قاعدة بيانات كرة القدم.إي يو (الإنجليزية)
- كييا سانتو على موقع Soccerway.com (الإنجليزية)
- كييا سانتو على موقع عالم كرة القدم.نت (الإنجليزية)